# تشارلز بونابرت
تشارلز جوزيف بونابرت (بالإنجليزية: Charles Joseph Bonaparte) (9 يونيو 1851 – 28 يونيو 1921) هو محام أمريكي وناشط سياسي عن القضايا التقدمية والليبرالية. ولد في مدينة بالتيمور، وخدم في مجلس وزراء الرئيس ثيودور روزفلت.
كان بونابرت وزير البحرية وأصبح لاحقا النائب العام.  وأثناء فترة عمله في المنصب الأخير، أنشأ مكتب التحقيقات الذي نما وتوسع لاحقا في عشرينات القرن العشرين تحت إشراف المدير إدغار هوفر، (1895-1972)، باسم مكتب التحقيقات الفدرالي (FBI)، وهو الاسم التي تحول إليه في عام 1935. وكان حفيد جيروم بونابرت شقيق الإمبراطور الفرنسي نابليون بونابرت. 
بونابرت كان أحد مؤسسي (ورئيسا لفترة من الزمن) الرابطة البلدية الوطنية. وكان أيضا ناشطا قديما من أجل حقوق السكان السود في مدينته.

## روابط خارجية
- تشارلز بونابرت على موقع الموسوعة البريطانية (الإنجليزية)
- تشارلز بونابرت على موقع إن إن دي بي (الإنجليزية)